# Szentiványi Kálmán (színművész)
Szentiványi Kálmán, született: Steiner Kálmán (Veszprém, 1883. szeptember 28. – Budapest, 1950. június 24.) hírlapíró, színész.

## Életpályája
Steiner József és Steiner Emma fiaként született zsidó családban. 1904-ben végezte el Horváth Zoltán magán színiiskoláját. 1906-tól Komjáthy Jánosnál szerepelt vidéken, később a Royal Orfeum tagja volt. 1910-ben vették fel az Országos Színészegyesület kötelékébe. Harcolt az első világháborúban. Steiner családi nevét 1914-ben Szentiványira változtatta.
1919-ben a Madách Színház tagja volt. Mint kitűnő konferanszié tette nevét ismertté. A következő kabarékban lépett fel: Chat Noir (1920), Simplicissimus (1922), Faun (1922–23), Femina (1923), Papagáj (1924), Művész Színpad (1925), Pengő (1926), Talkie (1929), Király (1932), Deák (1932) és a Bethlen téri Színpadon (1929–1932). 1940–1944 között az OMIKE Művészakció előadásain láthatta a közönség, majd 1945-ben feltűnt a Vidám Varietében. Vezette a Royal Revü Varieté műsorát is.
Sírja a Kozma utcai izraelita temetőben található.

### Magánélete
Neje Venczel Aranka színésznő volt, aki 1887. szeptember 21-én Mezősámsondon, Maros-Torda megyében született.

## Fontosabb szerepei
- Pomponius (Huszka Jenő: Bob herceg)
- Pfefferkorn (Lehár Ferenc: Drótostót)
- Lenci (Karinthy Frigyes: Holnap reggel)